# 北曼凱托 (明尼蘇達州)
北曼凱托（英語：North Mankato）是一個位於美國明尼蘇達州布盧厄斯縣及尼科萊特縣的城市。

## 人口
根據2020年美國人口普查的數據，北曼凱托的面積為16.60平方千米，當中陸地面積為16.31平方千米，而水域面積為0.29平方千米。當地共有人口14275人，而人口密度為每平方千米860人。